# Metropolija Moncton
Metropolija Moncton je rimskokatoliška metropolija s sedežem v Dieppu (Novi Brunswick, Kanada); ustanovljena je bila leta 1936.
Metropolija zajema naslednje (nad)škofije:
- nadškofija Moncton,
- škofija Bathurst,
- škofija Edmundston in
- škofija Saint John, New Brunswick.

## Metropoliti
- Louis-Joseph-Arthur Melanson (16. december 1936-23. oktober 1941)
- Norbert Robichaud (25. julij 1942-23. marec 1972)
- Donat Chiasson (23. marec 1972-21. september 1995)
- Ernest Léger (27. november 1996-16. marec 2002)
- André Richard [16. marec 2002-danes)